# Alter Flugplatz Karlsruhe (FFH-Gebiet)
Das FFH-Gebiet Alter Flugplatz Karlsruhe ist ein im Jahr 2005 durch das Regierungspräsidium Karlsruhe nach der Richtlinie 92/43/EWG (Fauna-Flora-Habitat-Richtlinie) angemeldetes Schutzgebiet (Schutzgebietskennung DE-6916-341) im deutschen Bundesland Baden-Württemberg. Mit Verordnung des Regierungspräsidiums Karlsruhe zur Festlegung der Gebiete von gemeinschaftlicher Bedeutung vom 12. Oktober 2018 wurde das Schutzgebiet festgelegt.

## Lage
Das rund 69 Hektar große FFH-Gebiet gehört zum Naturraum 223-Hardtebenen innerhalb der naturräumlichen Haupteinheit 22-Nördliches Oberrheintiefland. Es liegt im Stadtgebiet von Karlsruhe und ist vollständig von Bebauung umgeben.

## Beschreibung und Schutzzweck
Der ehemalige Militärflugplatz ist ein weitgehend ebenes Sandgebiet mit Binnendüne sowie Sandrasen unterschiedlicher Ausbildung und ausgedehnten Borstgrasrasenflächen.

### Lebensraumklassen
(allgemeine Merkmale des Gebiets) (prozentualer Anteil der Gesamtfläche)
Angaben gemäß Standard-Datenbogen aus dem Amtsblatt der Europäischen Union
|                                                               |                                                               |  |      |      |
| N08 – Heide, Gestrüpp, Macchia, Garrigue, Phrygana            | N08 – Heide, Gestrüpp, Macchia, Garrigue, Phrygana            |  | 7 %  | 7 %  |
| N09 – Trockenrasen, Steppen                                   | N09 – Trockenrasen, Steppen                                   |  | 80 % | 80 % |
| N10 – Feuchtes und mesophiles Grünland                        | N10 – Feuchtes und mesophiles Grünland                        |  | 10 % | 10 % |
| N22 – Binnenlandfelsen, Geröll- und Schutthalden, Sandflächen | N22 – Binnenlandfelsen, Geröll- und Schutthalden, Sandflächen |  | 2 %  | 2 %  |
| N23 – Sonstiges                                               | N23 – Sonstiges                                               |  | 1 %  | 1 %  |
|                                                               |                                                               |  |      |      |

### Lebensraumtypen
Gemäß Anlage 1 der Verordnung des Regierungspräsidiums Karlsruhe zur Festlegung der Gebiete von gemeinschaftlicher Bedeutung (FFH-Verordnung) vom 12. Oktober 2018 kommen folgende Lebensraumtypen nach Anhang I der FFH-Richtlinie im Gebiet vor:
| EU Code | Lebensraumtyp (offizielle Bezeichnung)                                                            | Kurzbezeichnung            | Hektar |
| ------- | ------------------------------------------------------------------------------------------------- | -------------------------- | ------ |
| 2330    | Dünen mit offenen Grasflächen mit Corynephorus und Agrostis                                       | Binnendünen mit Magerrasen | 0,80   |
| 6230    | Artenreiche montane Borstgrasrasen (und submontan auf dem europäischen Festland) auf Silikatböden | Artenreiche Borstgrasrasen | 27,35  |
| 6510    | Magere Flachland-Mähwiesen (Alopecurus pratensis, Sanguisorbaofficinalis)                         | Magere Flachland-Mähwiesen | 1,48   |

### Zusammenhängende Schutzgebiete
Das FFH-Gebiet besteht aus einer zusammenhängenden Fläche. Es deckt sich vollständig mit dem Naturschutzgebiet 2229-Alter Flugplatz Karlsruhe.